# 히가시산조역
히가시산조역(일본어: 東三条駅)은 일본 니가타현 산조시에 있는 동일본 여객철도·일본화물철도의 철도역이다. 신에쓰 본선이 지나가며, 야히코 선이 시종착한다. 다만 히가시산조 역의 소속역은 신에쓰 본선이다.
현재 산조 시의 중심역이다. 산조 구시가지에는 신에쓰 본선 산조역, 현재의 중심시가지에는 야히코 선의 기타산조역이 더 가까우나, 야히코 선이 히가시산조 역까지 개통된 이후 환승역인 히가시산조 역의 규모가 커지면서 산조 시내버스들도 대부분 히가시산조 역을 중심으로 운행하게 되었다.
특급 《호쿠에쓰》를 비롯, 침대특급 열차를 제외한 모든 정기 여객열차가 필수 정차한다. 또한 조에쓰 신칸센의 쓰바메산조역의 영업거리는 히가시산조 역을 기준으로 한 것이다.

## 역 구조
단식 1면 2선, 섬식 1면 2선으로 도합 2면 4선을 사용 중인 지상역이다. 단식 승강장의 일부는 한쪽이 막혀있다. 양쪽 승강장은 과선교로 이어져 있다.
동일본 여객철도 직영역으로, 오전 6시부터 오후 10시까지 초록 창구를 영업 중이다. 이밖에 역사에는 자동발권기, 맞이방, 편의점, 화장실 등이 있다. 자동개찰기에서 스이카 및 제휴 교통카드의 사용이 가능하다.

### 타는 곳
| 0 | ■ 야히코 선   | 쓰바메산조·쓰바메·요시다·야히코 방면 |
| 1 | ■ 신에쓰 본선 | 가모·니쓰·니가타 방면                |
| 2 | ■ 신에쓰 본선 | 가모·니쓰·니가타 방면                |
| 2 | ■ 신에쓰 본선 | 산조·미쓰케·나가오카 방면            |
| 2 | ■ 야히코 선   | 쓰바메산조·쓰바메·요시다·야히코 방면 |
| 3 | ■ 신에쓰 본선 | 산조·미쓰케·나가오카 방면            |

## 이용 상황
2009년도의 1일 평균 승차 인원수는 2,762명이었다.

## 역사
- 1897년 11월 20일 - 호쿠에쓰 철도(현: 신에쓰 본선) 눗타리 역 - 이치노키도 역 간의 개통시에 이치노키도역으로 개업.
- 1898년 6월 16일 - 호쿠에쓰 철도가 나가오카역까지 연장.
- 1907년 8월 1일 - 호쿠에쓰 철도가 국유화되어 국유 철도의 역이 되었다.
- 1925년 4월 10일 - 에치고 철도(현: 야히코 선) 쓰바메역 - 이치노키도 역 간의 개통.
- 1926년 8월 15일 - 히가시산조역으로 개칭.
- 1927년
  - 7월 31일 - 에치고 철도가 에치고나가사와 역까지 연장.
  - 10월 1일 - 에치고 철도가 국유화되었다.
- 1944년 10월 16일 - 야히코 선 히가시산조 역 - 에치고나가사와 역 간 휴지.
- 1946년 10월 1일 - 야히코 선 히가시산조 역 - 에치고나가사와 역 간 영업 재개.
- 1985년 4월 1일 - 야히코 선 히가시산조 역 - 에치고나가사와 역 간 폐지.
- 1987년 4월 1일 - 민영화에 따라 동일본 여객철도·일본화물철도 소속 역이 되었다.
- 1996년 9월 15일 - 야히코 선 히가시산조 역 - 쓰바메산조역 간의 고가화에 의해 히가시산조 역 부근의 루트를 변경.
- 1998년 4월 1일 - 화물 열차의 발착 폐지.
- 2006년 1월 21일 - 스이카의 사용이 가능해졌다.

## 인접한 역
| 동일본 여객철도 신에쓰 본선 | 동일본 여객철도 신에쓰 본선                     | 동일본 여객철도 신에쓰 본선 |
| --------------------------- | ----------------------------------------------- | --------------------------- |
| 미쓰케 나가오카 방면        | ■ 신에쓰 본선 쾌속 구비키노                     | 가모 니가타 방면            |
| 산조 나가오카 방면          | ■ 신에쓰 본선 상행 쾌속 "라쿠라쿠트레인 신에쓰" | 가모 니가타 방면            |
| 산조 나가오카 방면          | ■ 신에쓰 본선 보통                              | 호나이 니가타 방면          |
| 동일본 여객철도 야히코 선   |                                                 |                             |
| 기카산조 야히코 방면        | ■ 야히코 선 보통                                | 시·종착역                   |